# Gimont
Gimont är en kommun i departementet Gers i regionen Occitanien i sydvästra Frankrike. Kommunen ligger i kantonen Gimont som tillhör arrondissementet Auch. År 2022 hade Gimont 3 110 invånare.

## Befolkningsutveckling
Antalet invånare i kommunen Gimont
Referens:INSEE